# Nymphidium derufata
Nymphidium derufata is een vlindersoort uit de familie van de prachtvlinders (Riodinidae), onderfamilie Riodininae.
Nymphidium derufata werd in 1985 beschreven door Callaghan.